# الاستشراق (كتاب)
الاستشراق هو عنوان الترجمة العربية لكتاب البروفيسور إدوارد سعيد Orientalism الذي ألفه عام 1978م، ويتناول جملة المؤلفات والدراسات والمفاهيم الفرنسية والإنجليزية، وفي فترة لاحقة الأمريكية عن الشرق الأوسط والتي يجزم البروفيسور سعيد أنها السبب الرئيسي في الشرخ الحاصل بين الحضارة الغربية والثقافة الشرقية عموماً والشرق أوسطية خاصة. أثار الكتاب بمجرد صدوره لأول مرة في الولايات المتحدة الكثير من الاهتمام العالمي وتناوله الكثير من المستشرقين والمهتمين والمؤسسات الأكاديمية في العالم بالنقاش، وترجم إلى أكثر من عشرين لغة. اعتبر إدوارد سعيد «الاستشراق» الكتاب الأول في سلسلة من ثلاث كتب تتناول العلاقة بين العالمين الغربي والعربي والكتابان الآخران هما القضية الفلسطينية (1979)، وتغطية الإسلام (1981)، ثم أتبعهم بكتاب «الثقافة والإمبريالية» الذي قال عنه في المقدمة إنه بمنزلة الجزء الثاني من «الاستشراق».
لـ«الاستشراق» ترجمتان عربيتان الأولى لكمال أبو ديب وصدرت عن «مؤسسة الأبحاث العربية» في بيروت (1980) بعنوان «الاستشراق - المعرفة، السلطة، الإنشاء»، والثانية لمحمد العناني وصدرت عن دار رؤية بالقاهرة (2006) بعنوان «الاستشراق - المفاهيم الغربية عن الشرق».

## نبذة عن الكتاب
يمثِّل الاستشراق مبالغة في الاختلاف، وفرضية تنطوي على تفوق الغرب، وتطبيق نماذج التحليل النمطية عن العالم الشرقي المتصور. بشكل عام، يُعتبر الاستشراق مصدر التصوير الثقافي غير الدقيق، أي أصول الأفكار والتصورات الغربية عن الشرق، خاصة منطقة الشرق الأوسط.
يشير مصطلح الاستشراق إلى ثلاثة معانٍ منفصلة ولكنها متشابكة: 1) إلى الحقل الأكاديمي، 2) إلى رؤية للعالم، وتصورات، و«نموذج فكري قائم على التمييز الإبستمولوجي والأنطولوجي بين [الشرق] (وفي أغلب الأوقات) [الغرب]»، 3) أداة هيمنة سياسية قوية.
تتمثل السمة الأساسية في الاستشراق أنه «تحيُّز خفي ومستمر محوره تفوق الحضارة الأوروبية ضد الشعوب العربية الإسلامية وثقافتها»، تُشتق تلك النظرة من التصورات الغربية عن ما يمثله الشرق (التصوير الثقافي)، واختزال الشرق إلى جوهر خيالي «للشعوب الشرقية» و«أماكن الشرق»، تهيمن تلك التصورات الثقافية على خطاب الشعوب الغربية مع الشعوب غير الغربية أو عنهم.
تصف تلك التصورات الثقافية الشرق بـ«البدائي، اللاعقلاني، العنيف، المتطرف، الاستبدادي، أنه أدنى من الغرب، وبالتالي لا سبيل إلى [التنوير] إلا باستبدال القيم [الرجعية] بالأفكار [المعاصرة التقدمية]، التي إما أن تكون غربية أو متأثرة بالغرب.

### الخلفية الثقافية
تعاونت النظم النخبوية العربية المتغرِّبة مع المؤسسات الاستعمارية الغربية عمليًا، إذ تساعدها على إدراج التصورات الخيالية الرومانسية عن الثقافة العربية في الأذهان العربية. طور المستشرقون الغربيون من فرنسا وإنجلترا مفهوم «الشرق» خلال القرن الثامن عشر، وتبناه المستشرقون الأمريكيون في القرن العشرين. عملت الأنماط الاستشراقية عن الثقافة الشرقية على التبرير الضمني للأطماع الاستعمارية، وممارسات الولايات المتحدة الاستعمارية، والقوى الأوروبية. وفي هذا الإطار، يكتب سعيد عن التنميط الاستشراقي المعاصر للعرب والمسلمين: 
لا تبدو الولايات المتحدة على دراية بالعرب أو المسلمين سوى أنهم إرهابيون محتملون أو مصدر لتزويدها بالنفط. لا يعي ممتهنو الاستشراق، الذين تكمن مهمتهم في تصوير هذا العالم، سوى قليل من التفاصيل عن الطبيعة البشرية للعالم العربي الإسلامي، والقليل عن ما يهمهم. ليس لدينا إلا كاريكاتير سطحي عن العالم الإسلامي، ممثلًا كأنه خطر عسكري على العالم. -«الإسلام بعيون غربية» (1980) مجلة ذا ناشونال

### أطروحة التصوير
يقترح الاستشراق (1978) ارتباط أغلب الدراسة الغربية عن الحضارة الإسلامية بالفكر السياسي، أي أنه ممارسة نفسية تقر بالـ«الهوية الأوروبية»، وليس دراسة موضوعية وتساؤلًا فكريًا ودراسة أكاديمية حقيقية عن الثقافات الشرقية. وبالتالي فإن الاستشراق كان وسيلة للتمييز العملي والثقافي مطبقة على العالم غير الأوروبي من أجل ترسيخ الهيمنة الاستعمارية الأوروبية. يدعي المستشرق إحاطته بمعرفة عن الشرق تفوق الشرقي نفسه. لا ينبغي التعامل مع الكتابات الغربية عن الشرق، والتصورات المقدمة في مؤلفات الاستشراق، بقيمتها الظاهرة؛ لأنها تصورات ثقافية قائمة على تخيلات، وتصورات غربية عن الشرق.

يشوه التاريخ الاستعماري للحكم الأوروبي وتاريخ هيمنة الحضارة الأوروبية أي موضوعية فكرية، حتى لدى أكثر المستشرقين الغربيين معرفة وبلاغة وتعاطفًا ثقافيًا، فيصير «الاستشراق» مصطلحًا ازدرائيًا بخصوص الشعوب والثقافات غير الغربية:
أشك في جدلية الأمر، على سبيل المثال، أن نقول أن الرجل الإنجليزي في مصر أو الهند، في آخر القرن التاسع عشر، اهتم بهذه البلاد، بعيدًا عن كونها مستعمرات بريطانية، كما يتصور. ربما يختلف القول بذلك عن الإقرار باختلاط المعرفة الأكاديمية عن مصر والهند بالحقيقة السياسية الواضحة، وانتهاك تلك الحقيقة لأي دراسة، وهذا بالضبط ما أقوله في دراسة الاستشراق. -الاستشراق (1978) صـ11
يظل مفهوم التصورات الثقافية باعتبارها وسيلة للهيمنة والتحكم سمة مركزية لمقاربة سعيد النقدية كما يقترحها في الاستشراق (1978). طرح سعيد في نهاية حياته أن التصورات مهمة للحياة البشرية والمجتمعات، كجوهرية اللغة نفسها، ولكن ما ينبغي إنهاؤه تلك التصورات السلطوية القمعية؛ لأنها لا توفر أي إمكانية حقيقية للممثَّلين أن يتدخلوا في تلك العملية.

## روابط خارجية
- الاستشراق على موقع الموسوعة البريطانية (الإنجليزية)